# Жижиг-галнаш
Жижиг-галнаш — чеченское национальное блюдо, которое приготавливается из курятины, баранины или говядины на косточке. Мясо отваривают большими кусками с добавлением соли, к нему подготавливают клёцки из пшеничной или кукурузной муки. Аналог хинкала. Слово «жижиг» по-чеченски означает «мясо», «галнаш» — «клёцки», «галушки».

## Описание
Отварить мясо. Для приготовления клёцек-галушек замесить пресное тесто и раскатать его в круглый пласт, после чего нарезать на длинные полоски, затем поперёк на ромбики. Галнаш из пшеничной муки раскатывают в виде ракушек или плоских квадратиков, кукурузным пальцами придаётся приплюснутая овальная форма. После этого клёцки варят в подсоленной воде.
Блюдо подаётся на стол в горячем виде, с мясом, а также чесноком в пиале. Поверх галушек выкладывают куски мяса. Мясо и галушки обмакивают в чеснок и запивают бульоном. К жижиг-галнаш можно подать сметанный соус то-берам.